# Arnayon
Pour les articles homonymes, voir Arnayon (homonymie).
Arnayon est une commune française située dans le département de la Drôme, en région Auvergne-Rhône-Alpes.

## Géographie

### Localisation
Arnayon est située à 60 km à l'est de Montélimar et 34 km au nord-est de Nyons.

### Relief et géologie

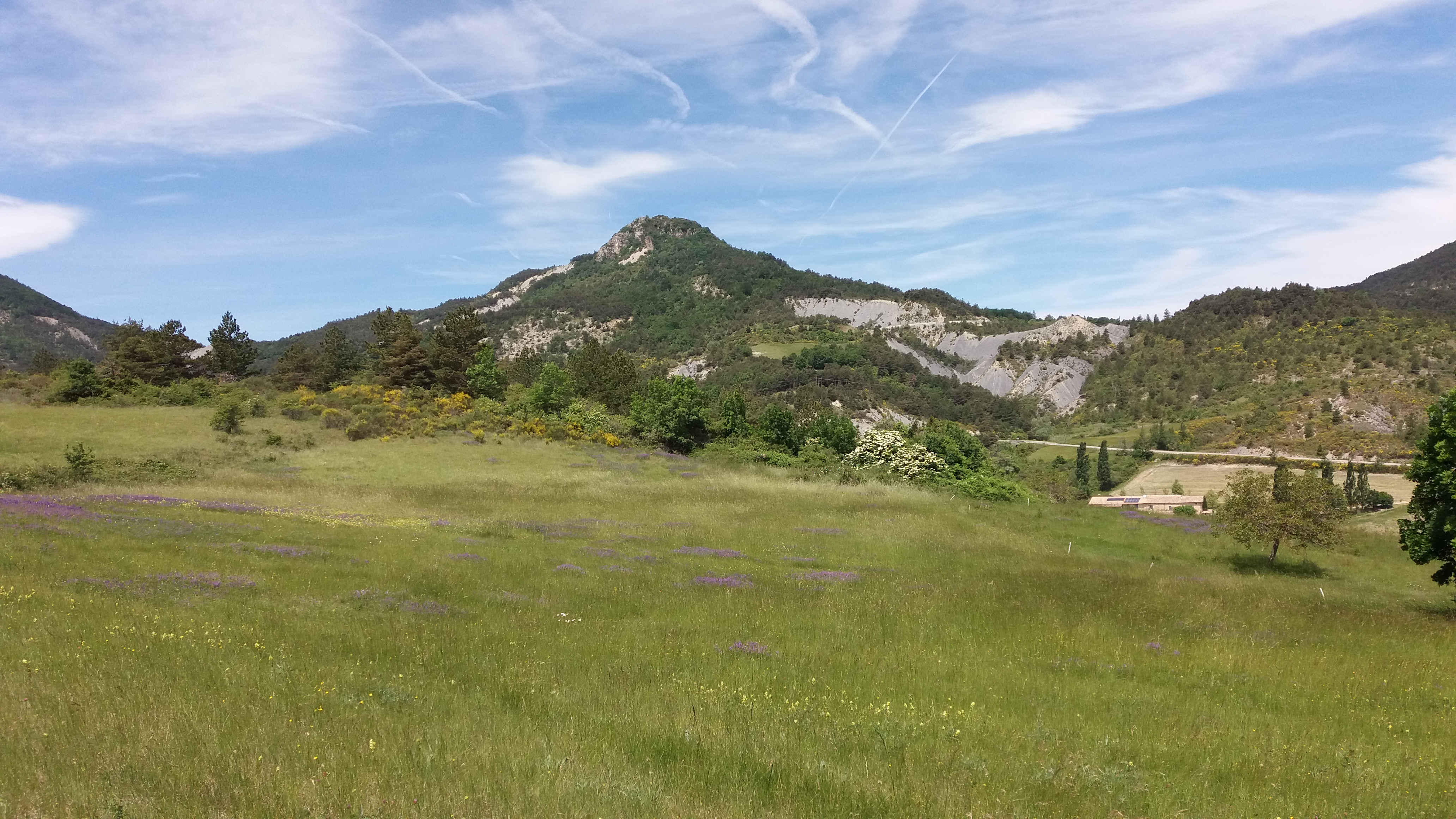
Vue des collines depuis Arnayon.

Environnement montagneux.
Sites particuliers :
- Bruston (873 m)
- Col d'Arnayon
- Col de Bouteyrolle
- Col de la Molière
- Col de Pré Guittard
- Col du Buisson
- Col du Gorat
- Col la Pertie
- Col Laratte
- Col Martin
- Combe du Four
- le Châtelat (1 150 m)
- Montagne de Longue Serre
- Pas de l'Âne
- Pélagier (1 168 m)
- Rocher de l'Aigle (Montagne d'Angèle)
- Rochers de la Buisse
- Serre Bonnenuit
- Serre de Bleyton
- Serre de Bouteyrolle
- Serre la Tour (876 m)
- Serre Malivert
- Serre Sablon

### Hydrographie
La commune est arrosée par les cours d'eau suivants :
- Béal de Gougeard ;
- la Roanne qui prend sa source au sud-est de la commune ;
- Ruisseau de Rodes ;
- Ruisseau des Pennes ;
- Ruisseau des Plaines ;
- Ruisseau de Trébou ;
- Torrent d'Arnayon ;

le torrent l'Arnayon traverse la commune d'Arnayon et se jette dans l'Oulle (commune de Cornillon) après un cours de 3 kilomètres. En 1891, il avait une largeur moyenne de 6 m, une pente de 51 m, un débit ordinaire de 0,40 m3, extraordinaire de 5 mètres cubes.

### Climat
Pour des articles plus généraux, voir Climat d'Auvergne-Rhône-Alpes et Climat de la Drôme.
En 2010, le climat de la commune est de type climat méditerranéen altéré, selon une étude du CNRS s'appuyant sur une série de données couvrant la période 1971-2000. En 2020, Météo-France publie une typologie des climats de la France métropolitaine dans laquelle la commune est exposée à un climat de montagne ou de marges de montagne et est dans la région climatique Alpes du sud, caractérisée par une pluviométrie annuelle de 850 à 1 000 mm, minimale en été.
Pour la période 1971-2000, la température annuelle moyenne est de 10,7 °C, avec une amplitude thermique annuelle de 16,5 °C. Le cumul annuel moyen de précipitations est de 966 mm, avec 8,2 jours de précipitations en janvier et 4,7 jours en juillet. Pour la période 1991-2020, la température moyenne annuelle observée sur la station météorologique de Météo-France la plus proche, « Remuzat »sur la commune de Rémuzat à 9 km à vol d'oiseau, est de 11,9 °C et le cumul annuel moyen de précipitations est de 889,2 mm,. Pour l'avenir, les paramètres climatiques de la commune estimés pour 2050 selon différents scénarios d'émission de gaz à effet de serre sont consultables sur un site dédié publié par Météo-France en novembre 2022.

## Urbanisme

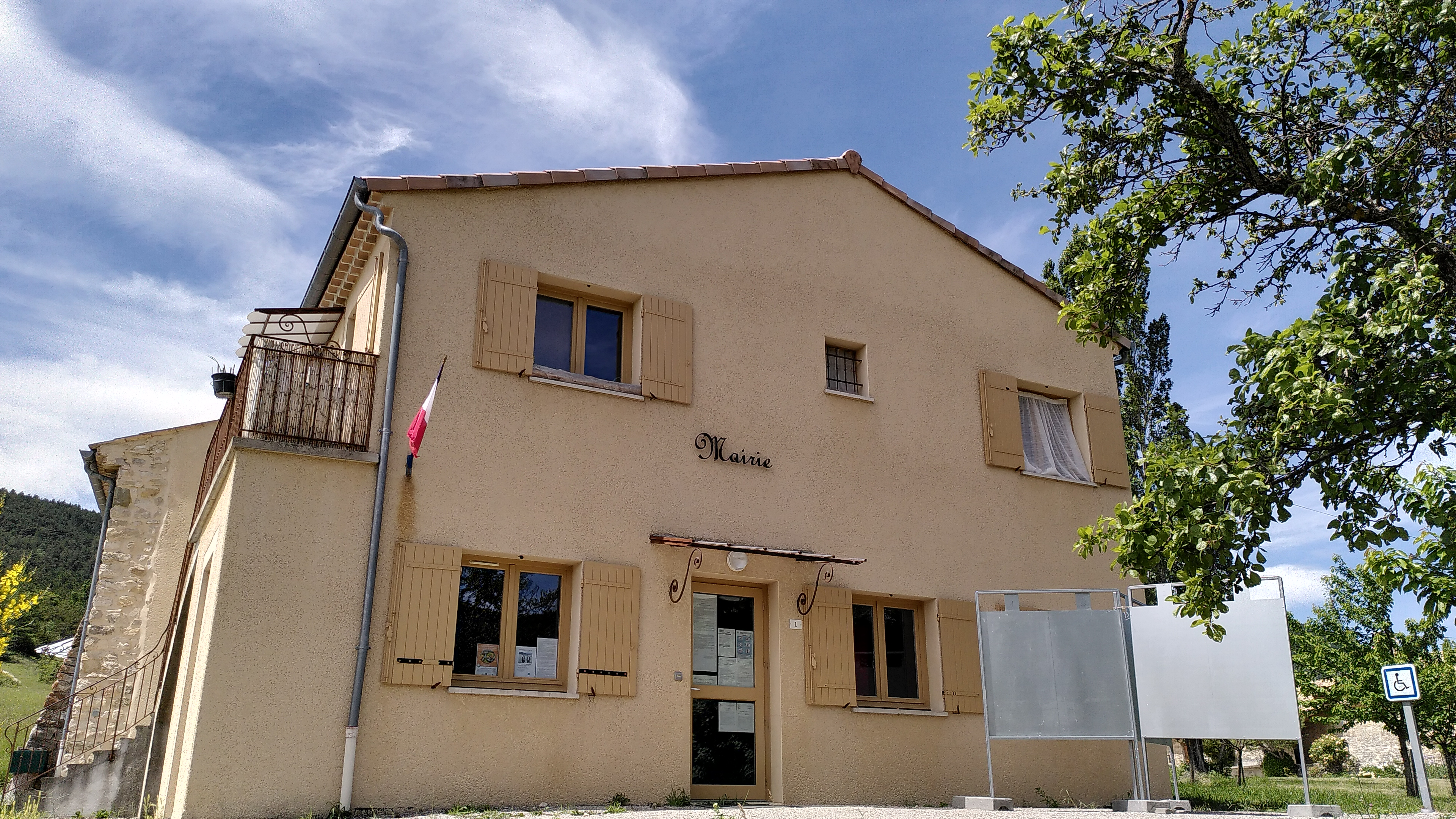
La mairie d'Arnayon.

### Typologie
Au 1er janvier 2024, Arnayon est catégorisée commune rurale à habitat très dispersé, selon la nouvelle grille communale de densité à 7 niveaux définie par l'Insee en 2022.
Elle est située hors unité urbaine et hors attraction des villes,.

### Occupation des sols
L'occupation des sols de la commune, telle qu'elle ressort de la base de données européenne d’occupation biophysique des sols Corine Land Cover (CLC), est marquée par l'importance des forêts et milieux semi-naturels (78,2 % en 2018), en diminution par rapport à 1990 (81,6 %). La répartition détaillée en 2018 est la suivante : forêts (57 %), zones agricoles hétérogènes (21,4 %), milieux à végétation arbustive et/ou herbacée (15,8 %), espaces ouverts, sans ou avec peu de végétation (5,3 %), prairies (0,4 %). L'évolution de l’occupation des sols de la commune et de ses infrastructures peut être observée sur les différentes représentations cartographiques du territoire : la carte de Cassini (XVIIIe siècle), la carte d'état-major (1820-1866) et les cartes ou photos aériennes de l'IGN pour la période actuelle (1950 à aujourd'hui).

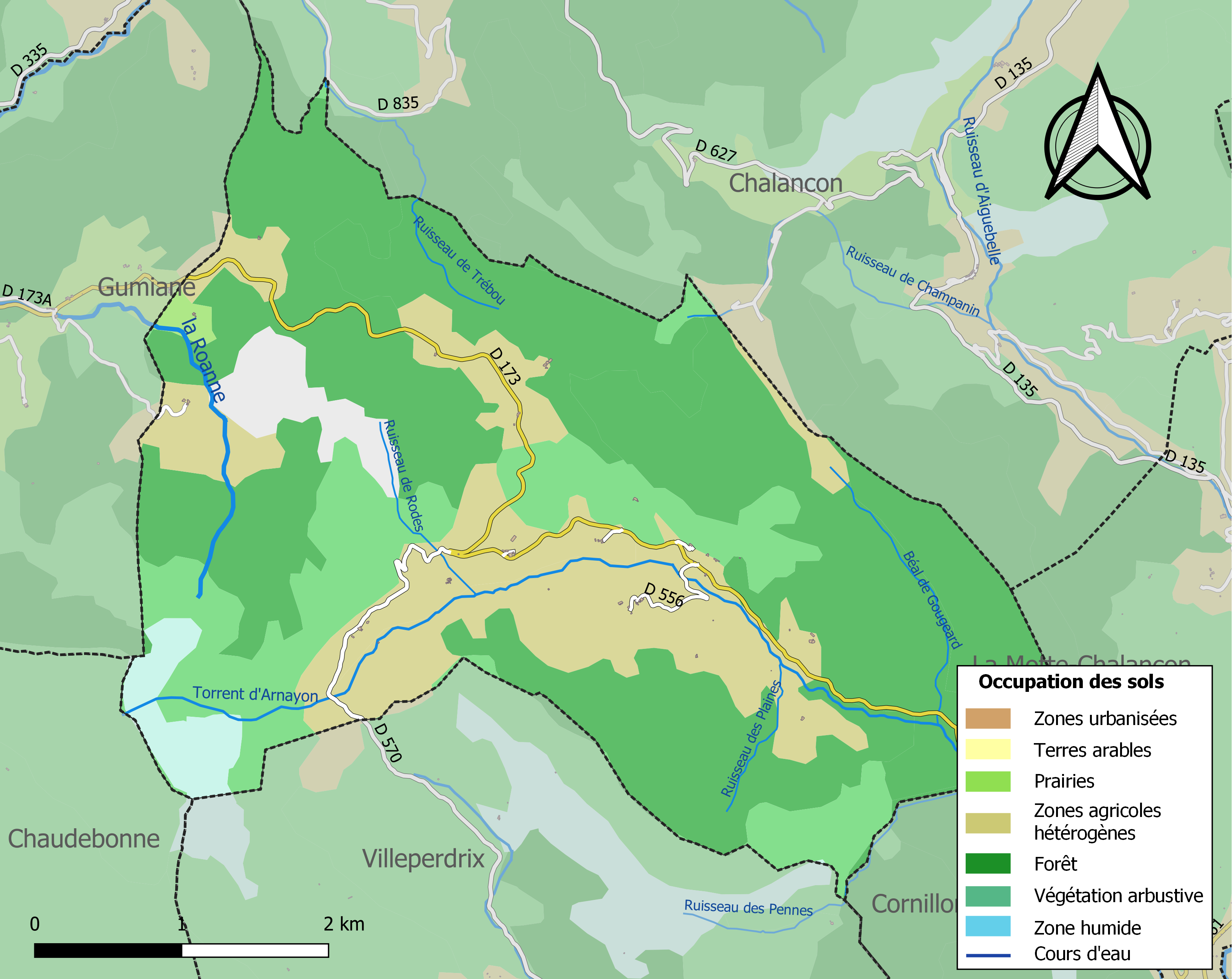
Carte des infrastructures et de l'occupation des sols de la commune en 2018 (CLC).

### Morphologie urbaine
Le village est constitué de fermes dispersées sur le plateau. Les montagnes qui entourent sa vallée culminent entre 1 000 et 1 200 m.

#### Quartiers, hameaux et lieux-dits
Site Géoportail (carte IGN) :
- Barbe Noire
- Bardon
- Barillon
- Berlières
- Bert
- Borel
- Chaumard
- Clos Chaumard
- Clot Courtel
- Clot des Poiriers
- Forêt Domaniale d'Aiguebelle
- Gampon
- la Bâtie
- la Cabane
- la Condamine
- la Frédière
- la Grand-Grange
- la Lauze
- le Devès
- le Gay
- le Geail
- le Grand Plumel
- les Blaches
- les Buisses
- les Châtaigniers
- les Entiers
- les Prades
- les Ubacs
- les Vignes
- l'Ubac
- Malherbe
- Meffre
- Pied Mesel et Rasclard
- Plèche
- Pré Guittard
- Rasclas
- Saint-Leydier
- Source de la Roanne
- Source des Barrins
- Tonichon
- Trémont

### Voies de communication et transports
La commune est desservie par les routes départementales D 173 et D 570.

## Toponymie
La commune est nommée Arnavoun en occitan[réf. nécessaire].

### Attestations
Dictionnaire topographique du département de la Drôme.
- 1127 : mention de l'église : ecclesia Beatae Mariae de Arnayone (répert. Sancti Ruffi).
- 1190 : mention de l'église : ecclesia Arnayonis (répert. Sancti Ruffi).
- 1580 : Arnaïon (rôle de décimes).
- 1891 : Arnayon, commune du canton de la Motte-Chalançon.

### Étymologie
Arnayon dériverait de Arnaium, et ce dernier de Arnacum. Son radical Arn signifierait « aigle ». Arnayon serait la « ville de l'Aigle ». Victor Henri-Joseph Brahain Ducange, en parlant de la syllabe arn, dit qu'autrefois chez les Belges arno signifiait aigle[réf. nécessaire].

## Histoire

### Du Moyen Âge à la Révolution
La seigneurie :
- Au point de vue féodal, la terre (ou seigneurie) était un fief des évêques de Die[14].
- XVe siècle : elle appartient aux membres de la famille de Monteynard[14].
- 1654 : elle passe (par alliance) aux Simiane, derniers seigneurs[14],[2].

Avant 1127 : les dîmes sont données par saint Ismidon (évêque de Die) à l'ordre de Saint-Ruf.
Avant 1790 était une communauté de l'élection de Montélimar, subdélégation de Crest, et du bailliage de Die.

Elle formait une paroisse du diocèse de Die. Son église, sous le vocable de Notre-Dame, et les dîmes appartenaient au prieur de Chalancon, représentant l'ordre de Saint-Ruf.

## Politique et administration

### Liste des maires
| Période                                                                      | Période                    | Identité                         | Étiquette        | Qualité           |
| ---------------------------------------------------------------------------- | -------------------------- | -------------------------------- | ---------------- | ----------------- |
| Les données manquantes sont à compléter. : de la Révolution au Second Empire |                            |                                  |                  |                   |
| 1790                                                                         | 1871                       | ?                                |                  |                   |
| Les données manquantes sont à compléter. : depuis la fin du Second Empire    |                            |                                  |                  |                   |
| 1871                                                                         | 1874                       | ?                                |                  |                   |
| 1874                                                                         | 1878                       | ?                                |                  |                   |
| 1878                                                                         | 1884                       | ?                                |                  |                   |
| 1884                                                                         | 1888                       | ?                                |                  |                   |
| 1888                                                                         | 1892                       | ?                                |                  |                   |
| 1892                                                                         | 1896                       | ?                                |                  |                   |
| 1896                                                                         | 1900                       | ?                                |                  |                   |
| 1900                                                                         | 1904                       | ?                                |                  |                   |
| 1904                                                                         | 1908                       | ?                                |                  |                   |
| 1908                                                                         | 1912                       | ?                                |                  |                   |
| 1912                                                                         | 1919                       | ?                                |                  |                   |
| 1919                                                                         | 1925                       | ?                                |                  |                   |
| 1925                                                                         | 1929                       | ?                                |                  |                   |
| 1929                                                                         | 1935                       | ?                                |                  |                   |
| 1935                                                                         | 1945                       | ?                                |                  |                   |
| 1945                                                                         | 1947                       | ?                                |                  |                   |
| 1947                                                                         | 1953                       | ?                                |                  |                   |
| 1953                                                                         | 1959                       | ?                                |                  |                   |
| 1959                                                                         | 1965                       | ?                                |                  |                   |
| 1965                                                                         | 1971                       | ?                                |                  |                   |
| 1971                                                                         | 1977                       | ?                                |                  |                   |
| 1977                                                                         | 1983                       | Gilbert Garaix                   | PS               |                   |
| 1983                                                                         | 1989                       | ?                                |                  |                   |
| 1989                                                                         | 1995                       | ?                                |                  |                   |
| 1995                                                                         | 2001                       | Annick Morisse                   |                  |                   |
| 2001                                                                         | 2008                       | Annick Morisse                   |                  | maire sortant     |
| 2008                                                                         | 2014                       | Michel Bois                      | (sans étiquette) | retraité agricole |
| 2014                                                                         | 2020                       | Michel Bois                      |                  | maire sortant     |
| 2020                                                                         | En cours (au 18 mars 2022) | Michel Bois[source insuffisante] |                  | maire sortant     |

## Population et société

### Démographie
L'évolution du nombre d'habitants est connue à travers les recensements de la population effectués dans la commune depuis 1793. Pour les communes de moins de 10 000 habitants, une enquête de recensement portant sur toute la population est réalisée tous les cinq ans, les populations de référence des années intermédiaires étant quant à elles estimées par interpolation ou extrapolation. Pour la commune, le premier recensement exhaustif entrant dans le cadre du nouveau dispositif a été réalisé en 2008.

En 2022, la commune comptait 23 habitants, en évolution de −11,54 % par rapport à 2016 (Drôme : +2,64 %, France hors Mayotte : +2,11 %).
| 1793 | 1800 | 1806 | 1821 | 1831 | 1836 | 1841 | 1846 | 1851 |
| ---- | ---- | ---- | ---- | ---- | ---- | ---- | ---- | ---- |
| 290  | 202  | 278  | 270  | 290  | 278  | 260  | 260  | 259  |

| 1856 | 1861 | 1866 | 1872 | 1876 | 1881 | 1886 | 1891 | 1896 |
| ---- | ---- | ---- | ---- | ---- | ---- | ---- | ---- | ---- |
| 235  | 233  | 215  | 229  | 229  | 206  | 216  | 163  | 156  |

| 1901 | 1906 | 1911 | 1921 | 1926 | 1931 | 1936 | 1946 | 1954 |
| ---- | ---- | ---- | ---- | ---- | ---- | ---- | ---- | ---- |
| 138  | 131  | 117  | 106  | 100  | 99   | 99   | 77   | 66   |

| 1962 | 1968 | 1975 | 1982 | 1990 | 1999 | 2006 | 2008 | 2013 |
| ---- | ---- | ---- | ---- | ---- | ---- | ---- | ---- | ---- |
| 58   | 53   | 47   | 28   | 38   | 35   | 33   | 32   | 26   |

| 2018 | 2022 | - | - | - | - | - | - | - |
| ---- | ---- | - | - | - | - | - | - | - |
| 23   | 23   | - | - | - | - | - | - | - |

### Enseignement
Arnayon dépend de l'académie de Grenoble. Les élèves commencent leurs études à l'école publique de La Motte-Chalancon, comprenant cinq classes, pour 34 enfants en école maternelle et 61 en école primaire. Les collégiens et lycéens se rendent à Nyons.

### Santé
Il n'a aucun professionnel de santé sur la commune. Les médecins les plus proches sont installés dans le village voisin de La Motte-Chalancon. Les hôpitaux les plus proches sont ceux de Nyons et de Dieulefit (à environ 20 km).

### Cultes
La paroisse catholique d'Arnayon fait partie du diocèse de Valence, doyenné de Nyons.

## Économie
31 décembre 2010 : huit entreprises sont en activité. Trois dans le secteur agricole, une dans le secteur industriel.

### Agriculture
En 1992 : pâturages (ovins, caprins), apiculture (miel).
- Produits locaux : pâtés de grives[14].

La production agricole est spécialisée dans la culture maraîchère, la production de noix et huile de noix, et de fromage de chèvre.

### Emploi
En 2009 : sur les dix-sept personnes de la commune en âge d'avoir une activité économique, onze ont un emploi salarié. Le taux de chômage est de 5,9 %.

## Culture locale et patrimoine

### Lieux et monuments
- Église Notre-Dame de Berlière.
- Fermes dispersées sur le plateau[14].
- Chapelle rurale ancienne[14].

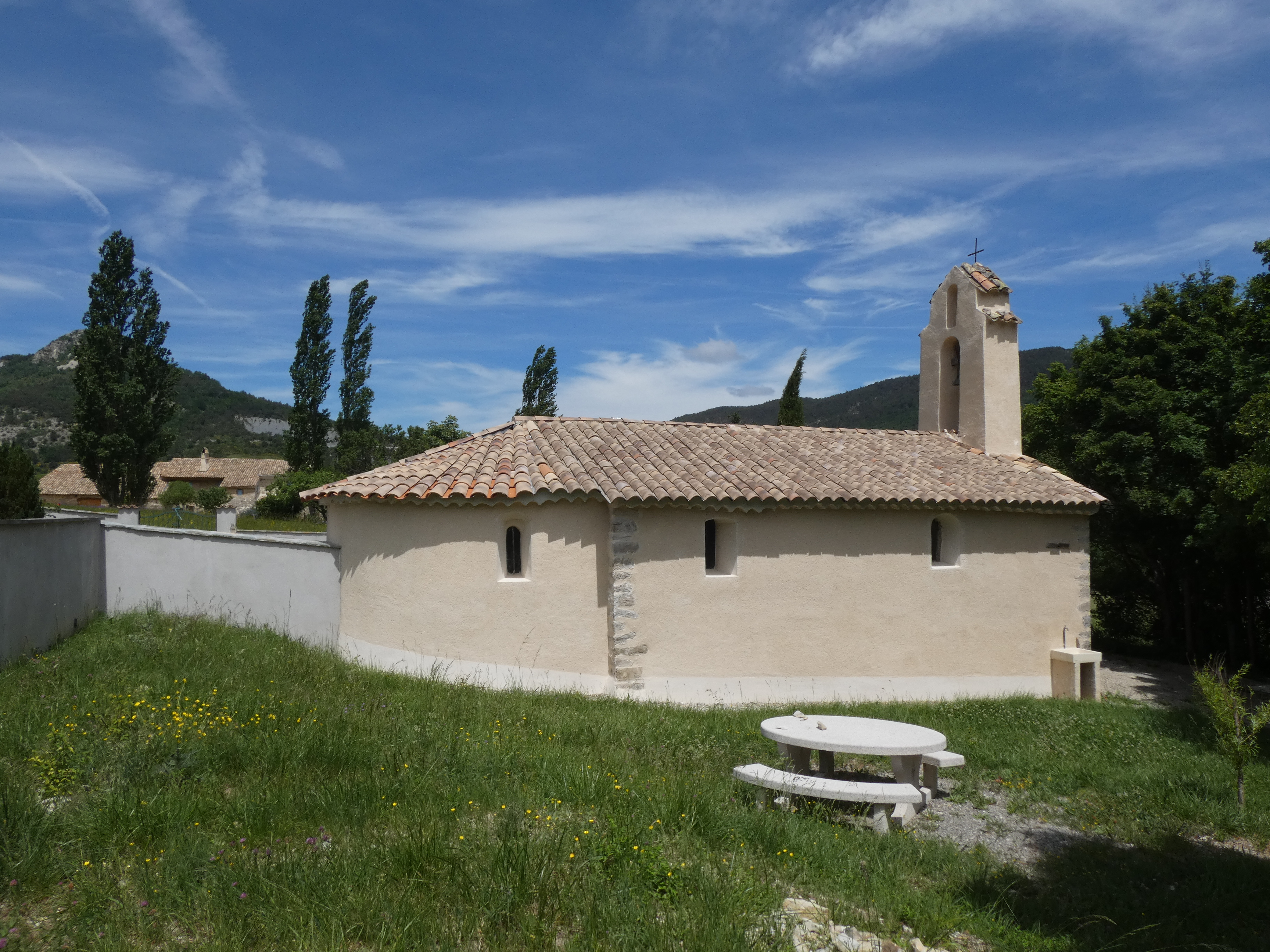
Chapelle d'Arnayon.

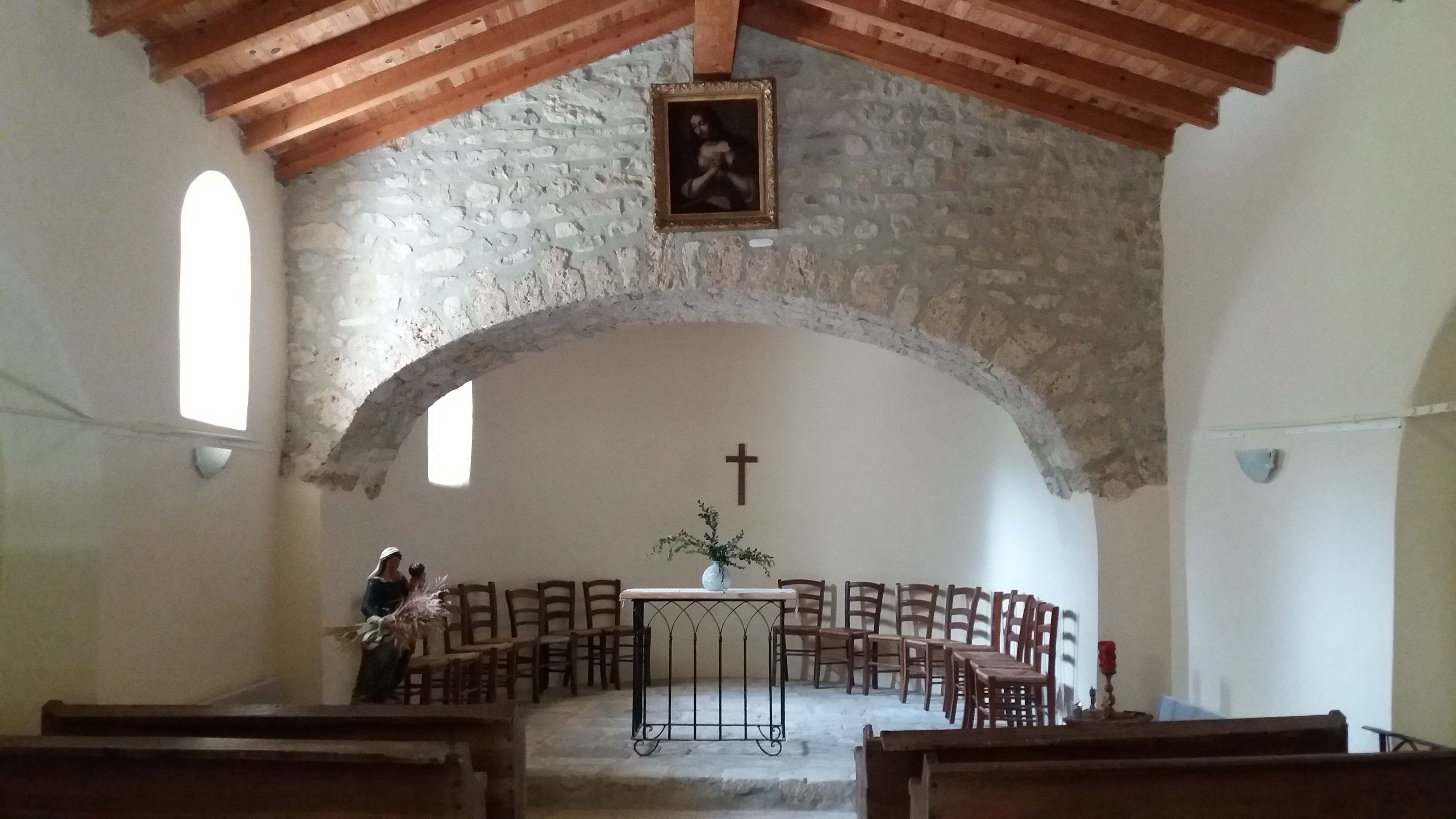
Intérieur de la chapelle.

- Le Châtelat, vestiges du castrum médiéval d'Arnayon.
- Serre la Tour, vestiges du castrum médiéval de Piégu.

### Patrimoine naturel
- Gorges de l'Arnayon[14]
- Grotte[14] : Grotte de la Tune[1].

### Héraldique, logotype et devise
|  | Arnayon possède des armoiries dont l'origine et le blasonnement exact ne sont pas disponibles. |